# 10-я Союзная улица (Казань)
10-я Союзная улица ― улица в Московском районе Казани, внутри квартала № 27. 

## История
Возникла до революции как часть Удельной стройки, самое раннее известное строение (10-Союзная, 5/5-Союзная 33, ныне снесён) на улице относится к 1897 году. Ранее была известна как две улицы: 11-я Удельная и Безымянная, которые были объединены в 10-ю Союзную улицу в 1927 году.
После революции часть домов на улице национализировали и отдали под различные учреждения. В начале 1920-х один из домов (дом Иванова) стал школой № 57 (к 1926 году школа переехала на Ново-Троицкую улицу), а другой (дом Чепкасовой) — жилыми квартирами.
В 1930-е годы часть улицы застроили многоквартирными домами фабрики киноплёнки, но большинство из них были получили адресацию по 9-й Союзной улице. В конце 1940-х фабрика киноплёнки построила в квартале № 27 ещё несколько двухэтажных домов, часть из которых получила адресацию по улице.
Во второй половине 1950-х — начале 1970-х частную застройку улицы полностью снесли при застройке кварталов № 44, 32, 27 и территории около электромеханического завода. Вместе с частными домами застройкой исчезла и большая часть трассы улицы. К настоящему времени от неё остался проезд вдоль боковых частей домов № 58 (жилой дом фабрики киноплёнки) и № 60 по улице Восстания и дома № 5 по Городской улице (жилой дом фотожелатинового завода).
Зимой 2020–2021 годов один дом 1930-х годов постройки был снесён как аварийный.
После вхождения Удельной стройки в состав Казани улица вошла в состав слободы Восстания, административно относившейся к 6-й городской части. После введения в городе деления на административные районы входила в состав Заречного (до 1935), Кировского и Ленинского (1935—1938), Ленинского (1938—1973) и Московского (с 1973) районов.

## Объекты
- № 17/7, 19/8, 21 — жилые дома ПО «Тасма».[2]
- № 35 — жилой дом Казанского отделения ГЖД.[2]